# 测地线

3條測地線構成的球面三角形。在球面上，測地線是大圆。

测地线（英语：geodesic）又称大地线或短程线，数学上可视作直线在弯曲空间中的推广；在有度规定义存在之时，测地线可以定义为空间中两点的局域最短路径。测地线的名字来自对于地球尺寸与形状的大地测量学（英語：geodesy）。

## 三維空間中的曲面
在大地线上，各点的主曲率方向均与该点上曲面法线相合。它在圆球面上为大圆弧，在平面上就是直线。在大地测量中，通常用大地线来代替法截线，作为研究和计算椭球面上各种问题。测地线是在一个曲面上，每一点处测地曲率均为零的曲线。

### 相关定理及推论
曲面上非直线的曲线是测地线的充分必要条件是除了曲率为零的点以外，曲线的主法线重合于曲面的法线。
如果两曲面沿一曲线相切，并且此曲线是其中一个曲面的测地线，那么它也是另一个曲面的测地线。
过曲面上任一点，给定一个曲面的切方向，则存在唯一一条测地线切于此方向。
在适当的小范围内联结任意两点的测地线是最短线，所以测地线又称为短程线。

## 微分幾何的測地線
在一個黎曼流形{\displaystyle M}上，一條曲線{\displaystyle \gamma :I\to M}若符合常微分方程
{\displaystyle \nabla _{\dot {\gamma }}{\dot {\gamma }}=0}
就稱之為測地線。其中{\displaystyle \nabla }是{\displaystyle M}上的列維-奇維塔聯絡。方程左邊為曲線在流形上的加速度向量，所以方程是說測地線是在流形上加速度為零的曲線，也因此測地線必定是等速曲線。
以上方程用局部座標表示為
{\displaystyle {\frac {d^{2}\gamma ^{\lambda }}{dt^{2}}}+\Gamma _{\mu \nu }^{\lambda }{\frac {d\gamma ^{\mu }}{dt}}{\frac {d\gamma ^{\nu }}{dt}}=0}
其中{\displaystyle \Gamma _{\mu \nu }^{\lambda }}是{\displaystyle M}的黎曼度量的克里斯托費爾符號。

### 唯一性及存在性
給定流形上一點{\displaystyle p}及點上一個非零的切向量{\displaystyle v\in T_{p}M}，因測地線方程是二階常微分方程，柯西－利普希茨定理指出存在區間{\displaystyle (-\epsilon ,\epsilon )}，使得方程在此區間上存在唯一解
{\displaystyle \gamma :(-\epsilon ,\epsilon )\to M}
滿足初值條件{\displaystyle \gamma (0)=p},{\displaystyle {\dot {\gamma }}(0)=v}。但因為方程是非線性的，故未必在實數域{\displaystyle \mathbb {R} }上存在解。
從上述方程解的唯一性，可知若兩條測地線經過同一點，且在此點上有相同的切向量，則這兩條測地線是同一條測地線中的兩部份。
設{\displaystyle \gamma :[a,b]\to M}是一條測地線，{\displaystyle -\infty <a<0<b<\infty }。如果對起點{\displaystyle \gamma (0)}及起點的切向量{\displaystyle {\dot {\gamma }}(0)}改變得足夠細微，則存在新的測地線符合新的初值條件，且仍然定義在{\displaystyle [a,b]}上。這個結果用嚴格語言敘述為：
給定測地線{\displaystyle \gamma :[a,b]\to M}。在切叢{\displaystyle TM}中存在{\displaystyle {\dot {\gamma }}(0)}的一個鄰域{\displaystyle U}，使得對任何{\displaystyle v\in U}，都存在測地線{\displaystyle \gamma _{v}:[a,b]\to M}滿足初值條件{\displaystyle {\dot {\gamma }}_{v}(0)=v}。
從這結果可以得出，如果{\displaystyle \gamma }是定義在有界開區間{\displaystyle I}上的測地線，對它的起點和此點上的切向量改變得足夠細微的話，則存在一條新的測地線滿足新的初值條件，並且定義在接近整條{\displaystyle I}上。
如果對於任意初始條件{\displaystyle \gamma (0)=p},{\displaystyle {\dot {\gamma }}(0)=v}都存在一條定義在整條實數線上的測地線{\displaystyle \gamma :\mathbb {R} \to M}，則稱{\displaystyle M}是測地完備的。霍普夫－里諾定理指出，若{\displaystyle M}是一個完備的度量空間，則{\displaystyle M}是測地完備的。（{\displaystyle M}上兩點間的度量，是連接此兩點的所有曲線的長度的最大下界。）

### 局部最短性
在黎曼流形{\displaystyle M}上連接兩點之間的等速曲線，若其長度等於兩點間的距離，即這曲線是兩點間最短的曲線，那麼這曲線必定是測地線。然而，連接兩點間的測地線未必最短。比如在單位球面上，一條長度大於{\displaystyle \pi }的測地線，不是連接這條線的兩端點間的最短曲線。因為球面上的測地線都是大圓的弧，若測地線長度大於{\displaystyle \pi }，那麼測地線所在大圓上的另一條弧，其長度會小於{\displaystyle \pi }，是連接這兩點的最短測地線。
連接兩點間最短測地線，也未必唯一。比如單位球面上兩個對徑點（即球面和一條直徑的兩個交點）之間，有無數條最短測地線相連。然而，流形上任何一點都存在一個鄰域，使得該點和鄰域上其他點之間，都有唯一的最短測地線相連（不計測地線的速度）。因此流形上任何測地線都是局部最短的。
對流形上一點{\displaystyle p}，一條從{\displaystyle p}出發的單位速的測地線{\displaystyle \gamma (t)}，考慮所有的{\displaystyle t\geq 0}使得{\displaystyle d(p,\gamma (t))=t}，即是說{\displaystyle \gamma ([0,t])}是一條最短測地線。這集合可以是{\displaystyle [0,t_{0}]}或{\displaystyle [0,\infty )}。若是前者，稱{\displaystyle \gamma (t_{0})}是{\displaystyle p}沿著{\displaystyle \gamma }的割點，那麼對所有{\displaystyle t<t_{0}},{\displaystyle \gamma ([0,t])}是從{\displaystyle p}點到{\displaystyle \gamma (t)}的唯一最短測地線；若是後者，則對所有{\displaystyle t\geq 0},{\displaystyle \gamma ([0,t])}都是{\displaystyle p}點到{\displaystyle \gamma (t)}的唯一最短測地線。{\displaystyle p}沿著全部從{\displaystyle p}出發的測地線的割點組成的集合，稱為{\displaystyle p}的割迹{\displaystyle C_{p}(M)}。

## 度量幾何的測地線
一般的度量空間{\displaystyle X}中，測地線{\displaystyle \gamma }是從區間{\displaystyle I\subset \mathbb {R} }的映射，使得對任何{\displaystyle t_{0}\in I}，都存在區間{\displaystyle J\subset I}，使得{\displaystyle J}包含{\displaystyle t_{0}}在{\displaystyle I}中一個開鄰域，並且對任何{\displaystyle t_{1},t_{2}\in J}有
{\displaystyle d(\gamma (t_{1}),\gamma (t_{2}))=\left|t_{1}-t_{2}\right|}
換言之，{\displaystyle \gamma (J)}是連接其上任何兩點的一條最短路線。
如果一個度量空間任何兩點都有測地線相連，稱為測地度量空間。
度量空間上的測地線的性質，和微分幾何有些不同：
兩條測地線即使有部分線段重合，卻未必屬於同一條測地線。例如在{\displaystyle \mathbb {R} ^{2}}上定義度量（曼哈顿距离）
{\displaystyle d((x_{1},y_{1}),(x_{2},y_{2}))=\left|x_{1}-x_{2}\right|+\left|y_{1}-y_{2}\right|}
設{\displaystyle \gamma _{1}}是從（0,0）到（1,0）再到（1,1）的兩條線段所組成，而{\displaystyle \gamma _{2}}是從（0,0）到（2,0）的線段。這兩條都是測地線，且在（0,0）到（1,0）一段重合，但明顯不屬同一條測地線，因為這兩條線過了點（1,0）之後就分開。
一個測地度量空間中，在一點上未必存在一個鄰域，使得該點其鄰域其他點都有唯一的測地線。在上例的度量空間中，兩點間如果兩個座標都不同，則有無限多條測地線連接兩點。例如從（0,0）到（2,1），以下都是連接這兩點的最短測地線：任取一數{\displaystyle t_{0}\in [0,2]}，
{\displaystyle \gamma _{t_{0}}(t)={\begin{cases}(t,0)&t\leq t_{0}\\(t_{0},t-t_{0})&t_{0}\leq t\leq t_{0}+1\\(t-1,1)&t_{0}+1\leq t\leq 3\end{cases}}}
就是先向右走到{\displaystyle (t_{0},0)}，再向上走到{\displaystyle (t_{0},1)}，再向右走到（2,1）。在任何一點的任何鄰域中，和該點兩個座標都不同的點有無數個，所以從該點到這些點之間，最短測地線都不是唯一。